# Мірза Гіяс-бек
Мірза Гіяс-бек (урду. مرزاييا ب بيگ‎), пізніше також став відомий під титулом Ітімад-Уд-Даула (урду. اعتماد الدولہ کا مقبرہ‎; ? — 1622) — визначний монгольський аристократ і державний діяч, великий візир і тесть могольського імператора Джахангіра (1611-1622), його діти й онуки були дружинами, матерями та воєначальниками імператорів Великих Моголів.

## Біографія

### Сім'я
Гіяс-бек був уродженцем Тегерана і молодшим сином Хваджеха Мухаммад-Шаріфа, поета і візира Мухаммад-Хана Теккелу і його сина Татар-Султана, який був губернатором провінції Хорасан. Мухаммад-Шаріф поступив на службу до шаха Тахмаспа I (1524-1576), де він на початку служив візиром Єзда, Абаркуха і Біябанака протягом 7 років. Згодом він був призначений візиром Ісфахана і помер там у 1576 році. Старший брат Гіяса бега, Мухаммед-Тахер Васлі, був ученою людиною, яка складала вірші під псевдонімом Васлі.

## Імміграція в Індію
Після смерті батька Гіяс-бек і його сім'я впали в немилість. Сподіваючись поліпшити добробут своєї родини, Гіяс-бек вирішив переїхати з Персії до Індії, до двору могольського імператора Акбара. По дорозі сім'я була атакована грабіжниками, які забрали у них залишилися мізерні пожитки.
Залишившись тільки з двома мулами, Гіяс-бек, його вагітна дружина і троє їхніх дітей (Мухаммед-Шаріф, Асаф-Хан і дочка Сахлія) були змушені по черзі їздити верхи на спинах тварин для кінця їх подорожі. Коли сім'я прибула в Кандагар, Асмат Бегам народила йому другу дочку. Сім'я була настільки бідною, що вони боялися, що не зможуть подбати про новонароджену дитину. На щастя, сім'я була взята в караван багатого купця Маліка Масуда, який пізніше допоміг Гіяс-беку влаштуватися на службу при дворі імператора Акбара. Вважаючи, що дитина ознаменувала собою зміну в долі сім'ї, дочка була названа Мехр-ун-Нісою, що означає «Сонце серед жінок». Гіяс-бек був не першим членом його сім'ї, що переїхав до Індії, його двоюрідний брат Асаф-Хан Джафар Бек і дядько Асмат Бегум Мірза Гіясуддін Алі Асаф-Хан, служили в провінційних загонах Акбара.

## Служба в Імперії Великих Моголів
Пізніше Мірза Гіяс-бек був призначений скарбником провінції Кабул. Завдяки своїм проникливим навичкам ведення бізнесу він швидко піднявся службовими сходами до вищих адміністративних чинів. За свою роботу він імператор ушанував його званням «Ітімад-Уд-Даула» («Стовп держави»). В результаті своєї роботи та просування по службі, Гіяс-бек зміг гарантувати, що Мехр-ун-Ніса (майбутня Нур Джахан) матиме найкраще на ті часи освіту. Вона добре розбиралася в арабській і перській мовах, в мистецтві, літературі, музиці і танцях.
Дочка Гіяс-бека Мехр-ун-Ніса (Нур Джахан) (1577-1645) вийшла заміж за старшого сина і спадкоємця Акбара, Джахангіра, в 1611 році, а його син Абдул-Хасан Асаф-Хан служив воєначальником при імператорі Джахангірі.
Гіяс-бек був також Дідом Мумтаз-Махал (1593-1631), спочатку названий Арджуманд Бану, дочки Абдул-Хасан Асаф-Хана, дружини імператора Шах-Джахана, відповідального за будівництво Тадж-Махала. У 1627 році після смерті Джахангіра на імператорський престол вступив його третій син Шах Джахан. Абдул-Хасан став одним з найближчих радників Шах-Джахана. Шах Джахан був одружений з дочкою Абдул-Хасана Арджуманд Бану Бегум, Мумтаз-Махал, яка була матір'ю його чотирьох синів, включаючи його наступника Аурангзеба. Шах Джахан побудував знаменитий мавзолей Тадж Махал.

## Смерть і поховання

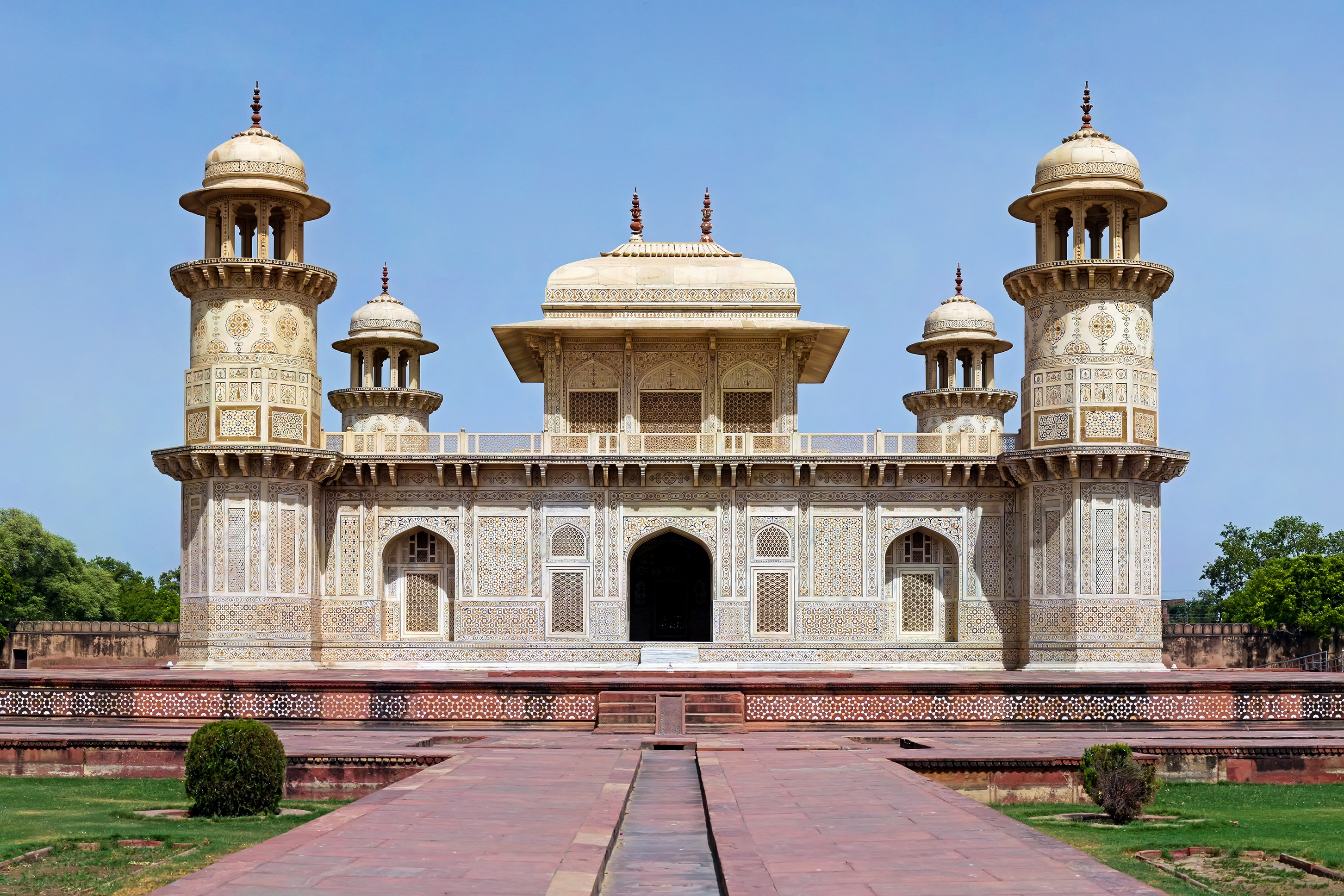
Могила Мірзи Гіяс Бека в Агрі

Гіяс-бег помер біля Кангри в 1622 році, коли могольський імператор рухався у свою літню резиденцію в Кашмірі. Його тіло було доставлено назад в Агру, де він був похований на правому березі річки Джамна. Місце його поховання стоїть досі та відоме як Гробниця Ітімад-Уд-Даула.